# يغموش شعري
يغموش شعري (الاسم العلمي:Amblyomma pilosum) هو نوع من الحيوانات يتبع جنس اليغموش من فصيلة اللبوديات الصلبة.